# Morvilliers (Aube)
Morvilliers è un comune francese di 313 abitanti situato nel dipartimento dell'Aube nella regione del Grand Est.

## Società

### Evoluzione demografica
Abitanti censiti